# Arata Kodama
Arata Kodama (児玉 新 Kodama Arata?), född 8 oktober 1982 i Osaka prefektur, är en japansk före detta fotbollsspelare.
Kodama började sin karriär 2001 i Gamba Osaka. Med Gamba Osaka vann han japanska ligan 2005. 2006 flyttade han till Kyoto Purple Sanga. Efter Kyoto Purple Sanga spelade han för Shimizu S-Pulse, Cerezo Osaka och Oita Trinita. Han avslutade karriären 2013.